# Clivo de Marte
Clivo ou Aclive de Marte (em latim: Clivus Martis) era o trecho da Via Ápia situado logo antes da Muralha Aureliana, onde ele ascendeu em direção ao Templo de Marte. Em 296 a.C., o clivo foi pavimentado e por 189 a.C. seu pavimento foi reparado. Pela época de sua restauração, o clivo recebeu um pórtico e passaria então a chamar-se Via Tecta.